# Stazione di Vanzago-Pogliano
La stazione di Vanzago-Pogliano è una fermata posta sulla linea Domodossola-Milano, collocata nel comune di Vanzago e molto utilizzata anche dagli utenti del vicino comune di Pogliano Milanese, da cui la denominazione doppia.

## Storia
La stazione, in origine denominata semplicemente "Vanzago", venne attivata l'11 settembre 1884.
Nel 1951 assunse la nuova denominazione di "Vanzago-Pogliano". Il 21 novembre 2021 la stazione è stata trasformata da stazione ferroviaria in una fermata.

## Strutture e impianti
Il piazzale è composto da due binari, entrambi serviti da banchine. Un terzo binario, prima accessibile ai passeggeri, è stato rimosso dopo la costruzione del sottopassaggio pedonale.

## Movimento
La stazione è servita dai convogli del servizio ferroviario suburbano di Milano, linea S5 (Varese-Pioltello Limito-Treviglio), svolti da Trenord, a cadenza ogni 30 minuti, nell'ambito di contratto stipulato con Regione Lombardia.
Nelle ore di punta mattiniere dei pendolari effettuano fermata nella stazione di Vanzago-Pogliano anche alcuni treni regionali con destinazione Milano Porta Garibaldi.